# Rondibilis multimaculata
Rondibilis multimaculata là một loài bọ cánh cứng trong họ Cerambycidae.